# 千国宿

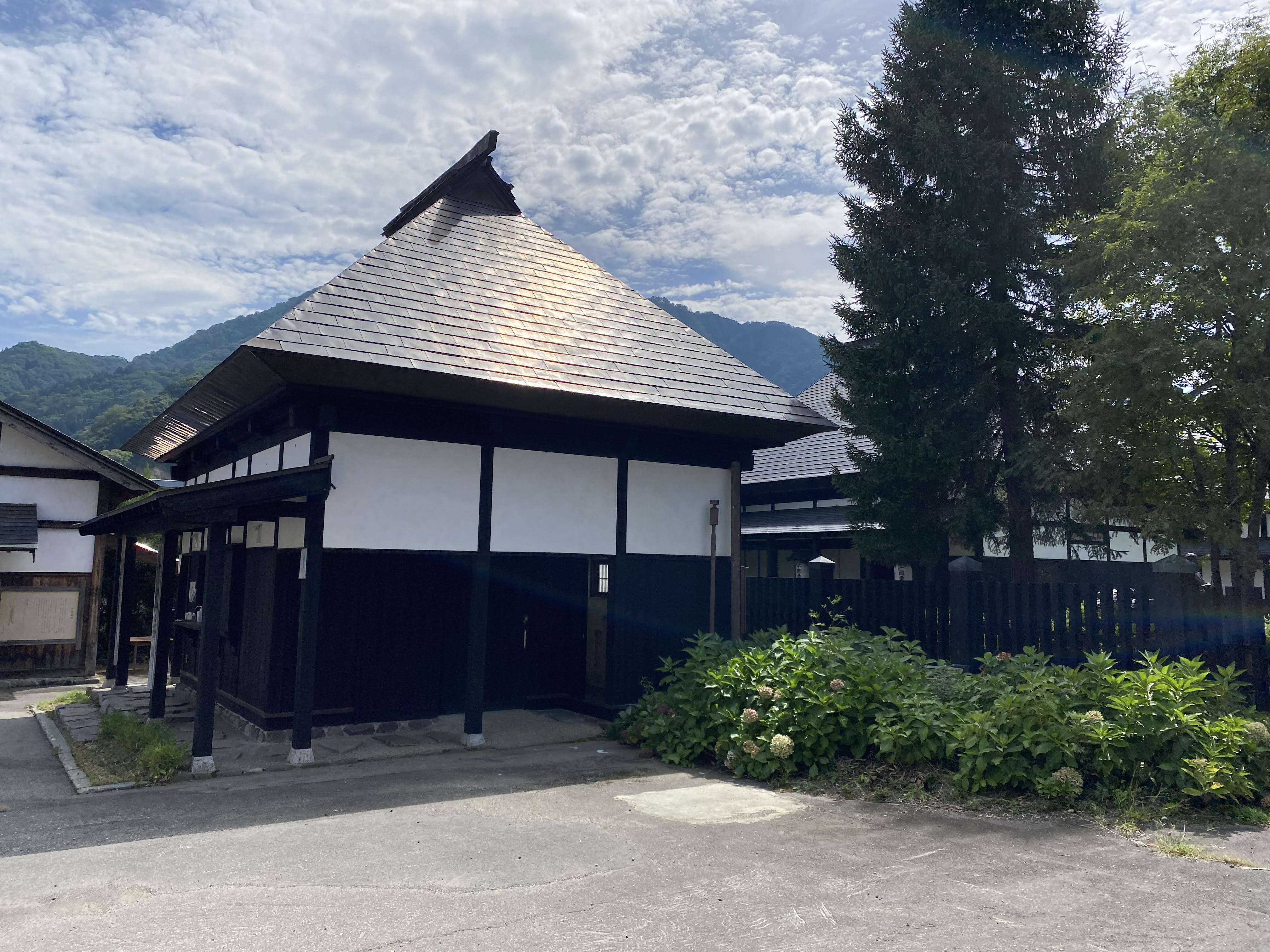
千国番所跡（千国の庄史料館）

千国宿（ちくにしゅく、ちくにじゅく）は、現在の長野県北安曇郡小谷村にあった千国街道の宿場。

## 概要

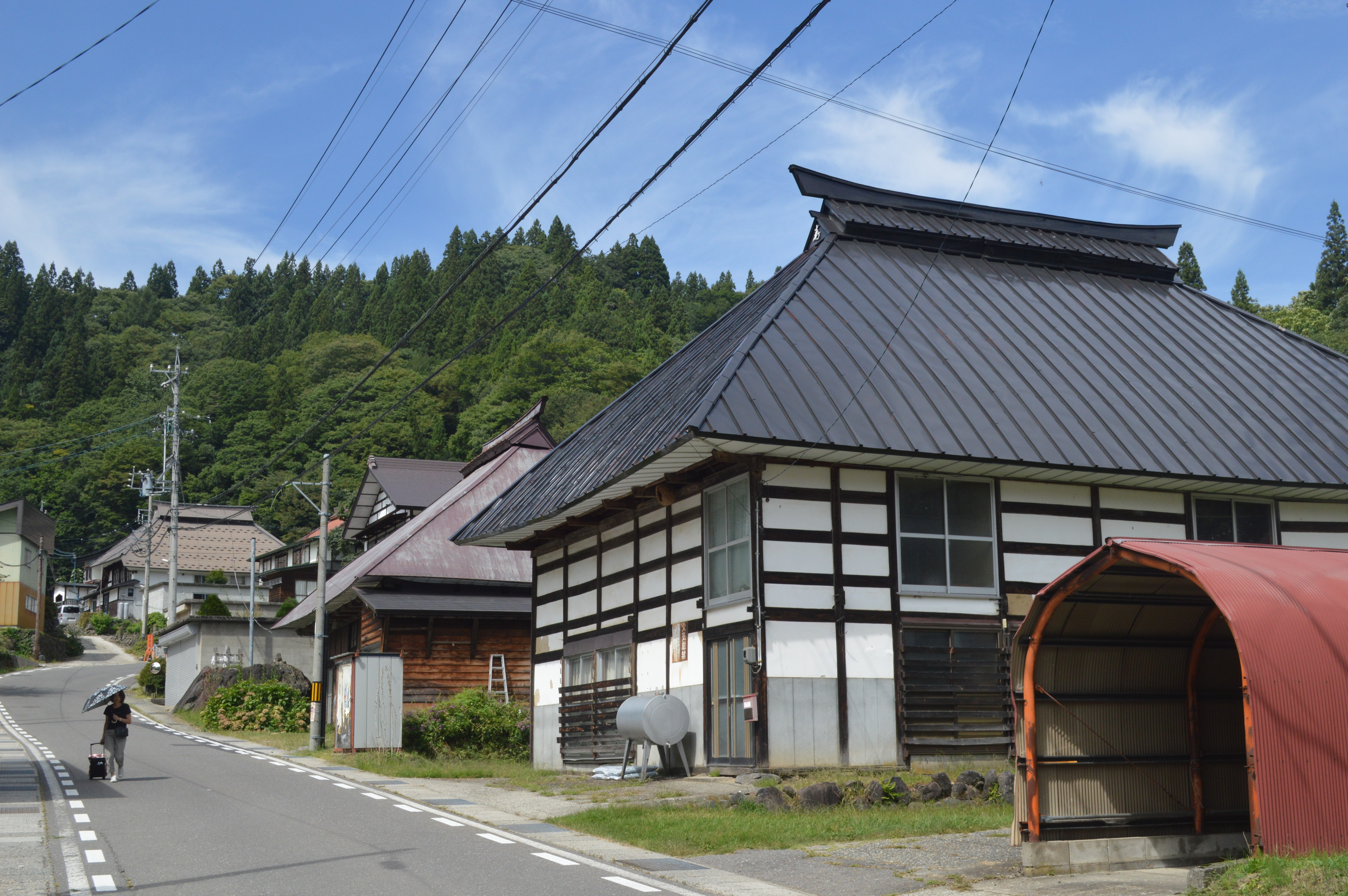
千国宿の街並み

千国街道（糸魚川街道、塩の道）と善光寺道が交差する場所にあった宿場であり、江戸時代には松本藩が千国口留番所を置いた。番所を中央に牛方宿（うしかたやど）や茶店があり、歩荷や旅客、牛馬の往来があった。

## 歴史
千国道（ちくにみち）の文献の初見は1501年（明応10年）で、穂高宿から糸魚川までの道のりを指す。名称は小谷村の千国を通ることからであるが、「千国」という地名は1336年（建武3年）に足利尊氏の発給した軍忠状に「仁科千国口」とあるのが文献上の初見である。

## 史跡・見どころ
- 千国の庄史料館（千国番所跡）

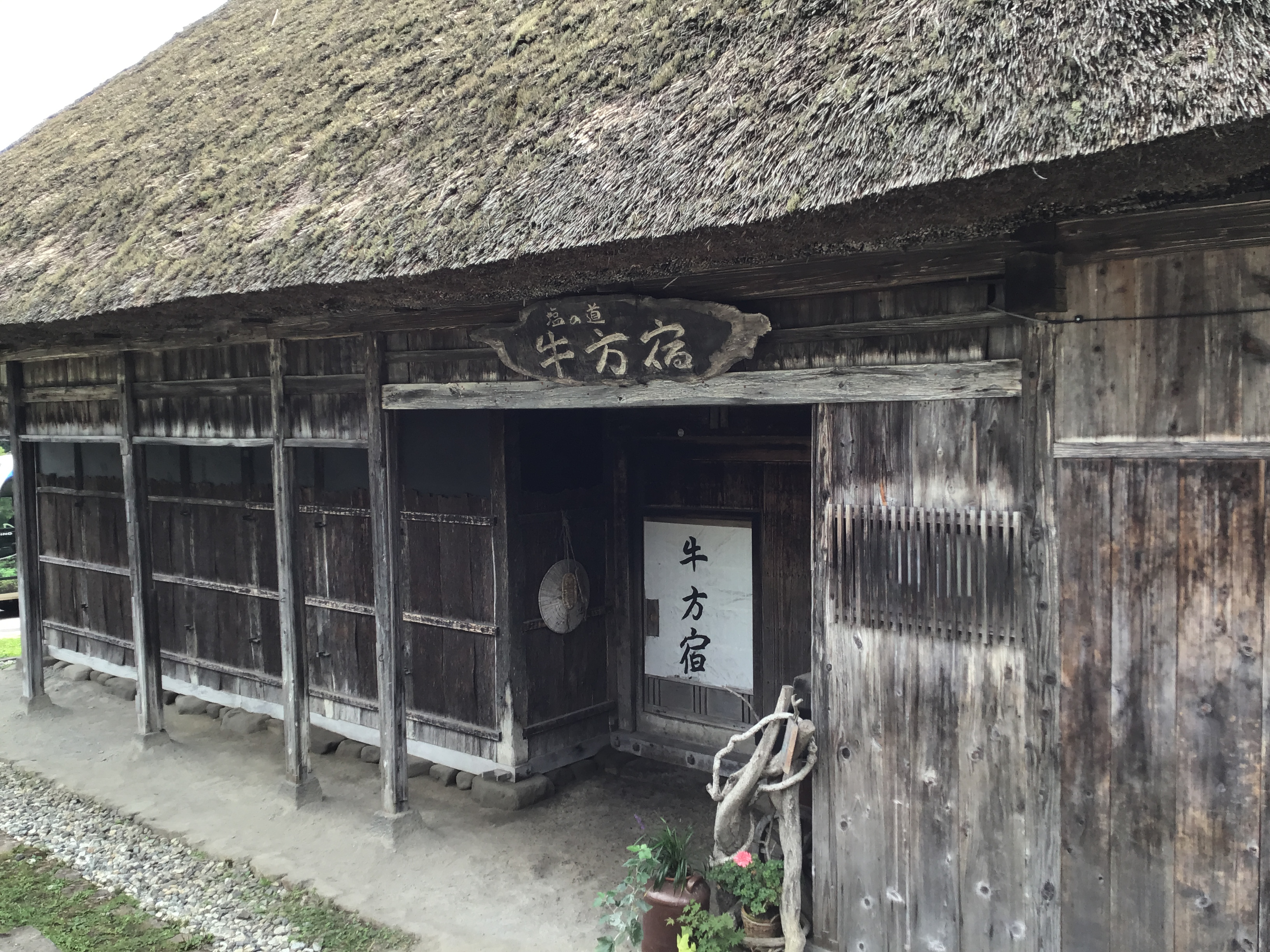
牛方宿（県宝旧千國家住宅）

千国街道の番所跡を復元した史料館である。千国にあった民家を移築して1993年（平成5年）に開館した。
- 牛方宿

江戸時代から明治20年代頃まで、千国街道の輸送に携わった牛や牛方等の寝泊まりした宿である。現在、当時の姿のまま千国街道に残る牛方宿は1軒のみで、2009年（平成21年）に長野県指定文化財（長野県宝）に指定されている。
- 小谷村郷土館

小谷村千国の国道148号線沿いにある、明治初年建造された茅葺き屋根の入母屋造りの建物である。1885年（明治18年）に現在地に移築され、1971年（昭和46年）まで小谷村役場として使用された。1973年（昭和48年）に改修され、1974年（昭和49年）に小谷村郷土館が開館。シンボルとして展示されている恐竜の足跡や縄文時代の村内各地から出土した土器や石器、千国街道として栄えた様子等が展示されている。

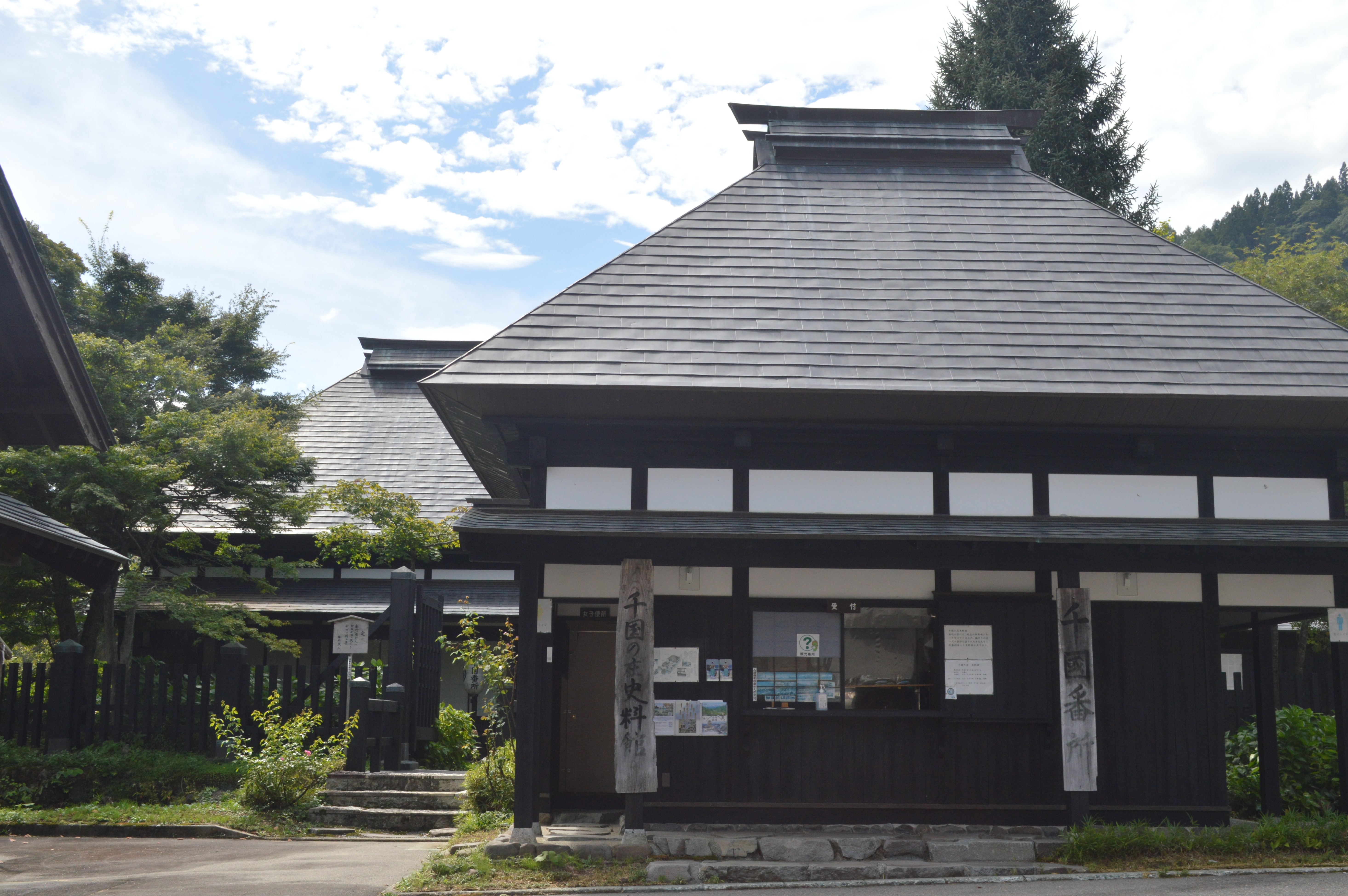
千国の庄史料館
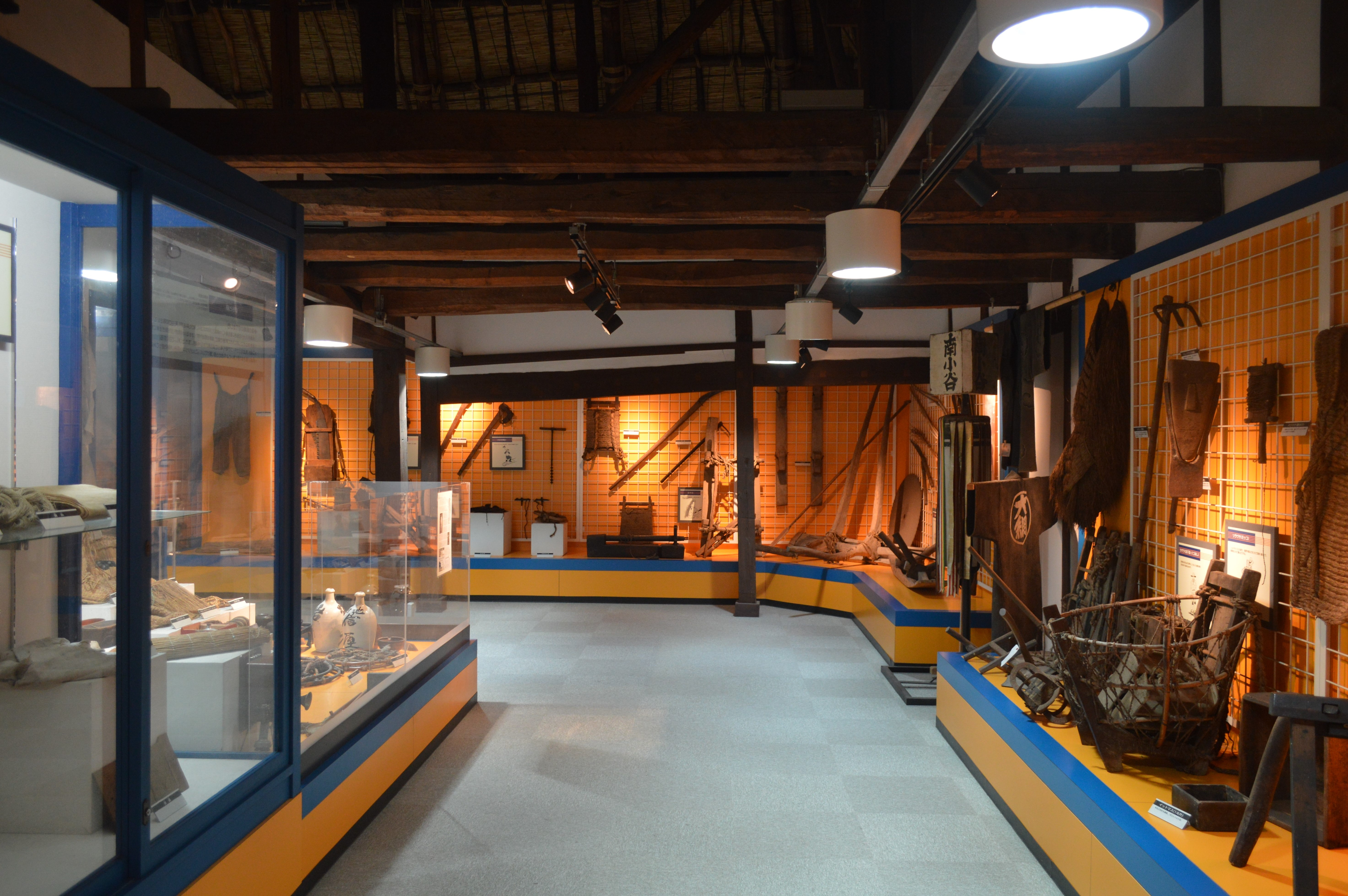
小谷村郷土館

## 隣の宿
- 千国街道

塩島新田宿 - 千国宿 - 来馬宿

## 最寄駅
- JR大糸線千国駅